# تجلابین
تجلابین (به عربی: تجلابین) یک شهرداری در الجزایر است که در استان بومرداس واقع شده‌است. تجلابین ۱۳٬۸۸۸ نفر جمعیت دارد.